# Рогачевский, Георгий Алексеевич
Георгий Алексеевич Рогачевский (5 мая 1920, Протопоповка, Черниговская губерния — 7 августа 1996, Киев) — командир звена торпедных катеров 2-го дивизиона 1-й Севастопольской ордена Нахимова бригады торпедных катеров Черноморского флота. Капитан 1 ранга. Герой Советского Союза.

## Биография
Родился 5 мая 1920 года в селе Протопоповка (ныне — Лесное Середино-Будского района Сумской области) в семье рабочего. Русский. Вместе с родителями переехал в посёлок Воронеж Шосткинского района, в 1928 году — в Путивль, затем — в Глухов. В 1937 году окончил среднюю школу № 1 в Глухове.
В Военно-Морском Флоте с 1937 года. В 1939 году окончил Военно-морское артиллерийское училище, в 1941 году — Черноморское высшее военно-морское училище в Севастополе. В марте 1941 года в звании мичмана направлен в 1-ю бригаду торпедных катеров. Накануне войны командовал ТКА-42. На этом катере провоевал почти все годы Великой Отечественной войны.
Участник Великой Отечественной войны с 1941 года. Командир звена торпедных катеров 2-го дивизиона старший лейтенант Г. А. Рогачевский в период боёв за освобождение Крыма с 3 по 4 мая 1944 года потопил транспорт и 2 баржи противника.
Указом Президиума Верховного Совета СССР от 16 мая 1944 года за мужество и отвагу, проявленные в боях при освобождении Крыма, старшему лейтенанту Рогачевскому Георгию Алексеевичу присвоено звание Героя Советского Союза с вручением ордена Ленина и медали «Золотая Звезда».
После войны продолжал служить в ВМФ СССР. Член КПСС с 1946 года. В 1958 году окончил Военно-морскую академию в Ленинграде. Командовал соединениями кораблей, готовил кадры для флота. С 1971 года капитан 1-го ранга Г. А. Рогачевский — в запасе.
Жил в Киеве. Работал старшим инженером в Институте геохимии и физики минералов Академии наук УССР. Являлся действительным членом Минералогического общества СССР. Умер 7 августа 1996 года. Похоронен на городском кладбище «Берковцы» в Киеве.

## Награды[2]
| 22.12.1942 | Медаль «За оборону Одессы»                                                   |
| 22.12.1942 | Медаль «За оборону Севастополя»                                              |
| 30.04.1943 | Орден Красной Звезды                                                         |
| 19.10.1943 | Орден Красного Знамени                                                       |
| 31.12.1943 | Орден Красной Звезды                                                         |
| 01.05.1944 | Медаль «За оборону Кавказа»                                                  |
| 16.05.1944 | Герой Советского Союза (Орден Ленина и медаль «Золотая звезда»)              |
| 09.05.1945 | Медаль «За победу над Германией в Великой Отечественной войне 1941—1945 гг.» |
| 06.11.1947 | Медаль «За боевые заслуги»                                                   |
| 26.02.1953 | Орден Красной Звезды                                                         |
| 30.12.1956 | Орден Красного Знамени                                                       |
| 14.09.1974 | Медаль «30 лет Болгарской народной армии»                                    |
| 1985       | орден Отечественной войны I степени                                          |

## Память
Бюст Г. А. Рогачевского установлен в Севастополе на территории Черноморского высшего военно-морского училища имени П. С. Нахимова, в городе Глухов на здании средней школы № 1, в которой учился Герой, — мемориальная доска.